# フライベルク・アム・ネッカー
フライベルク・アム・ネッカー (ドイツ語: Freiberg am Neckar, ドイツ語発音: [ˈfra‿ibɛrk am ˈnɛkar]) はドイツ連邦共和国バーデン＝ヴュルテンベルク州ルートヴィヒスブルク郡に属す都市である。この街はシュトゥットガルトの北約 17 km に位置している。この街は、シュトゥットガルト地域（1992年まではミットレラー・ネッカー地域）およびシュトゥットガルト大都市圏周縁地域に含まれる。

## 地理

### 位置
フライベルク・アム・ネッカーは、北から南にかけてはネッカー川の蛇行部に広がっており、西はなだらかな丘陵地を境界とする。フライベルクの高度は、ネッカー川沿いガイジンゲンの海抜 183 m からミレニウムスヒューゲル（ホイティングスハイム近郊）の海抜 285 m までに分布している。この街は、裕福で交通の便が良い大都市圏周縁部に位置する小都市の典型である。都市景観は、戸建てや小規模集合住宅からなる住宅地が主体で、交通用地や、産業用地が点在する。市内をアウトバーン A81号線が通っている。
都市周辺の丘陵上には整然とした景観が広がっている。肥沃な黄土＝石灰土壌は集約的な農業利用に適している。農場は、密集した市街地の外側にまばらに点在する畑や果樹栽培地のなかに位置している。町の上の丘陵地からは、ネッカーラント、ホーエンアスペルク、シュトロムベルク、ムル地方やボッタヴァール地方の谷や山を含む広い眺望が得られる。丘の上には高圧送電塔もある。フライベルクの市域の南側に大きなルートヴィヒスブルク＝ホーエネック変電所がある。ここからあらゆる方向へ、フライベルクの東西や南へは緩やかな丘陵地を越えて、放射状に送電網が広がっている。

### 市の構成
フライベルク・アム・ネッカー市は、かつて独立していた町村のバイインゲン・アム・ネッカー、ガイジンゲン・アム・ネッカー、ホイティングスハイムで構成されている。旧自治体バイインゲン・アム・ネッカーにはバイインゲン・アム・ネッカー集落とそれとは離れた集落ブルダーハウスが含まれる。旧自治体ガイジンゲン・アム・ネッカーは、ガイジンゲン・アム・ネッカー集落からなる。旧自治体ホイティングスハイムには、ホイティングスハイム集落とハウス・ローゼナウおよびそれとは離れたブルク・カステネックが属している。

### 隣接する市町村
フライベルク・アム・ネッカー市は、北西はインゲルスハイム、北東はプライデルスハイム、東はベニンゲン・アム・ネッカー、南はルートヴィヒスブルクのホーエネック市区とエグロスハイム市区、西はタム、ビーティヒハイム＝ビシンゲンの飛び地ヴィルヘルムスホーフ、そして再びタム、北西はビーティヒハイム＝ビシンゲンと境を接している。いずれの市町村もルートヴィヒスブルク郡に属している。

### 土地利用
| 土地用途別面積     | 面積 (km2) | 占有率 |
| ------------------ | ---------- | ------ |
| 住宅地および空き地 | 1.62       | 12.3 % |
| 産業用地           | 0.81       | 6.2 %  |
| レジャー用地       | 0.37       | 2.8 %  |
| 交通用地           | 1.63       | 12.4 % |
| 農業用地           | 7.78       | 59.2 % |
| 森林               | 0.17       | 1.3 %  |
| 水域               | 0.27       | 2.1 %  |
| その他の用地       | 0.49       | 3.7 %  |
| 合計               | 13.14      |        |

州統計局の2018年12月31日現在のデータによる。

## 歴史
19世紀初めのヴュルテンベルク王国成立後、それまでのアンシャン・レジームの時代には異なる領邦に属していたバイインゲン・アム・ネッカー、ガイジンゲン・アム・ネッカー、ホイティングスハイムの3つの町は、オーバーアムト・ルートヴィヒスブルクに編入された。ナチ時代のヴュルテンベルクの行政改革により、1938年に3つの町はルートヴィヒスブルク郡に属すこととなった。この地域は1945年にアメリカ管理地区となり、新設されたヴュルテンベルク＝バーデン州に属した。この州は、1952年から現在のバーデン＝ヴュルテンベルク州に改組された。
フライベルク・アム・ネッカーは、1972年1月1日にもともと農業の町であった3つの町村、バイインゲン、ガイジンゲン、ホイティングスハイムが合併して成立した。フライベルク・アム・ネッカーは、1982年1月1日に都市権を授けられた。

## 住民

### 人口推移
- 1810年: 1,696 人。うち、バイインゲン 692人、ガイジンゲン 438人、ホイティングスハイム 566人
- 1900年: 2,298 人
- 1939年: 3,322 人
- 1950年: 4,516 人
- 1961年: 7,024 人。うち、バイインゲン 3,020人、ガイジンゲン 1,378、ホイティングスハイム 2,626人
- 1970年: 11,052 人。うち、バイインゲン 4,819人、ガイジンゲン 1,917、ホイティングスハイム 4,316人
- 1991年: 14,264 人
- 1995年: 14,800 人
- 2005年: 15,510 人
- 2010年: 15,702 人
- 2015年: 15,741 人
- 2017年: 16,024 人

### 宗教
宗教改革以後、現在のフライベルクの市域は主に福音主義の地域であった。現在も3つの地区それぞれに福音主義教会がある。1954年からローマ＝カトリック教会も存在する。この他に、福音主義＝メソジスト教会、モルモン教（末日聖徒イエス・キリスト教会）、新使徒教会もこの街で活動している。現在、カトリック信者は住民の約 25.5 %、福音主義信者が約 44.5 % である。

## 行政

### 市議会
フライベルク・アム・ネッカー市の市議会は22議席からなる。

### 紋章と旗
フライベルク・アム・ネッカー市の紋章は青地に、3つ（2:1に配置）の金色の球が描かれている。市の旗は、黄 - 青である。紋章と旗は1973年9月3日に認可された。
フライベルク市の紋章は、かつてのバイインゲン・アム・ネッカーの紋章と同じものである。これは1534年から1569年まで、バイインゲンの城と村落の大部分を支配していたフライベルク家 (von Freyberg) の紋章に由来する。現在では、3つの球は3つの市区を意味するものとされている。

### 姉妹都市
フライベルク・アム・ネッカーは、以下の都市と姉妹都市関係にある
- ソワジー＝ス＝モンモレンシー（フランス語版、英語版）（フランス、ヴァル＝ドワーズ県）
- Erzin（トルコ、ハタイ県）
- ロスヴァイン（ドイツ語版、英語版）（ドイツ、ザクセン州）
- Újhartyán（ハンガリー、ペシュト県）

## 経済と社会資本

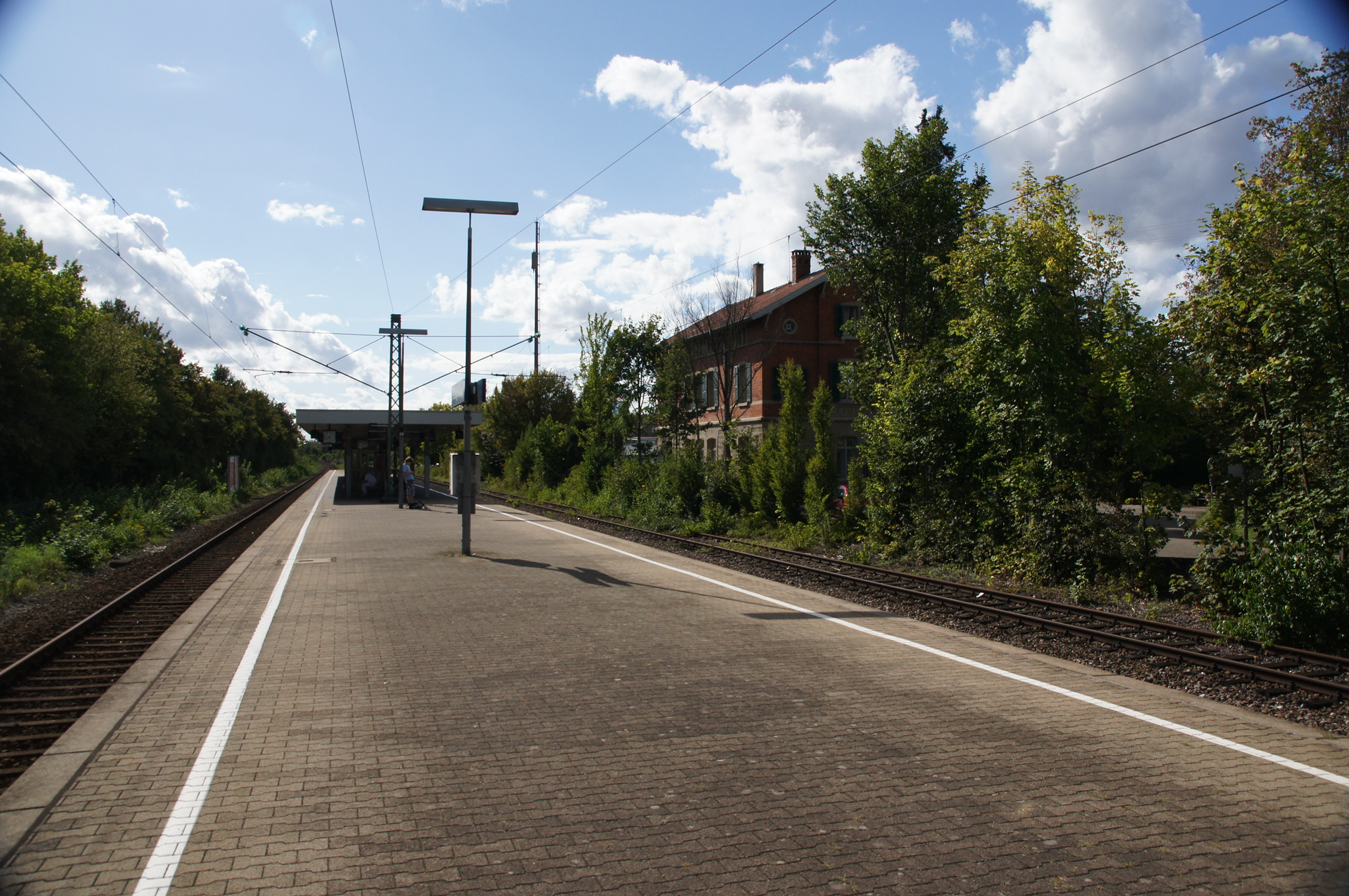
フライベルク (ネッカー) 駅

### 交通
フライベルクは、鉄道バックナング - ルートヴィヒスブルク線沿いに位置している。この路線は、シュトゥットガルトSバーンのS4号線（バックナング - マールバッハ - シュトゥットガルト・シュヴァプシュトラーセ）に利用されている。現在のホイティングスハイム地区にある駅は、1879年に「バイインゲン」という駅名で開業し、当初はバックナング - ビーティヒハイム線の駅であった。2年後にここからルートヴィヒスブルクへの支線が分岐した。市政開始後1975年6月1日にこの駅は「フライベルク (ネッカー)」と改名された。1945年以後再開されることのなかったフライベルクからビーティヒハイム＝ビシンゲンまでの路線は、現在も自然の中にその痕跡を見つけることができる。フライベルクでは、古い道床とともに「アルテ・バーンリニー」（旧鉄道路線）という通りが現在もこの路線をしのばせる。この他の区間では、道床、ヴィルヘルムスホーフ近郊の深さ 13 m の切り通し、橋梁、線路の断片、駅舎が遺されている箇所がある。
マールバッハ方面ベニンゲンまでの区間は、2011年に複線化され拡充された。現在このSバーンの駅を年間140万人が利用する。
シュトゥットガルト国際空港は、約 45 km 離れたラインフェルデン＝エヒターディンゲンにある。

### 地元企業

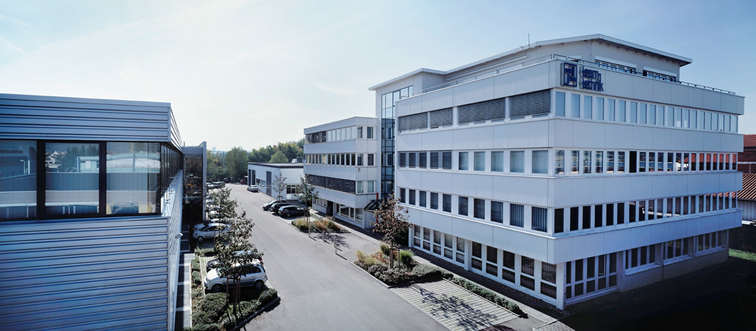
ティームテクニーク・マシーネン・ウント・アンラーゲン本社

フライベルク・アム・ネッカーには約600の中小企業が存在する。このうち主なものを列記する:
- SAP の支社。従業員約275人を擁する。
- ティームテクニーク・マシーネン・ウント・アンラーゲン GmbH。自動組立装置や検査装置を製造している。世界中に950人の従業員がおり、1億8000万ユーロを売り上げる[8]。
- ミーシュケ・ホフマン・ウント・パートナー (MHP)。ポルシェ AG の子会社で、総社員数 475人。
- KED ヘルムシステム D-H-G クナウアー GmbH。自転車/乗馬/スキー用ヘルメット製造業者。
- シュヴァイツァー＝ケミー GmbH。水再生技術業者。従業員数100人以上
- ゾマー GmbH。工業の商標および広告業者。
- MESTO シュプリッツェンファブリーク GmbH。農業用および工業用スプレーの製造業者。
- G. W. バルト AG。菓子・食品産業用機械・装置の製造業者。
- ガイセルマン GmbH。鉄骨建築、施設、クレーン、コンテナ製造業者。
- フード・マスターズ・フライベルク GmbH。カカオやナッツの加工用機械に特化した企業。

### ワイン製造
フライベルク・アム・ネッカーは、ヴュルテンベルク・ワイン地区のヴュルテンベルク・ウンターラント地域シャルクシュタイン大地区に属すワインの産地である。

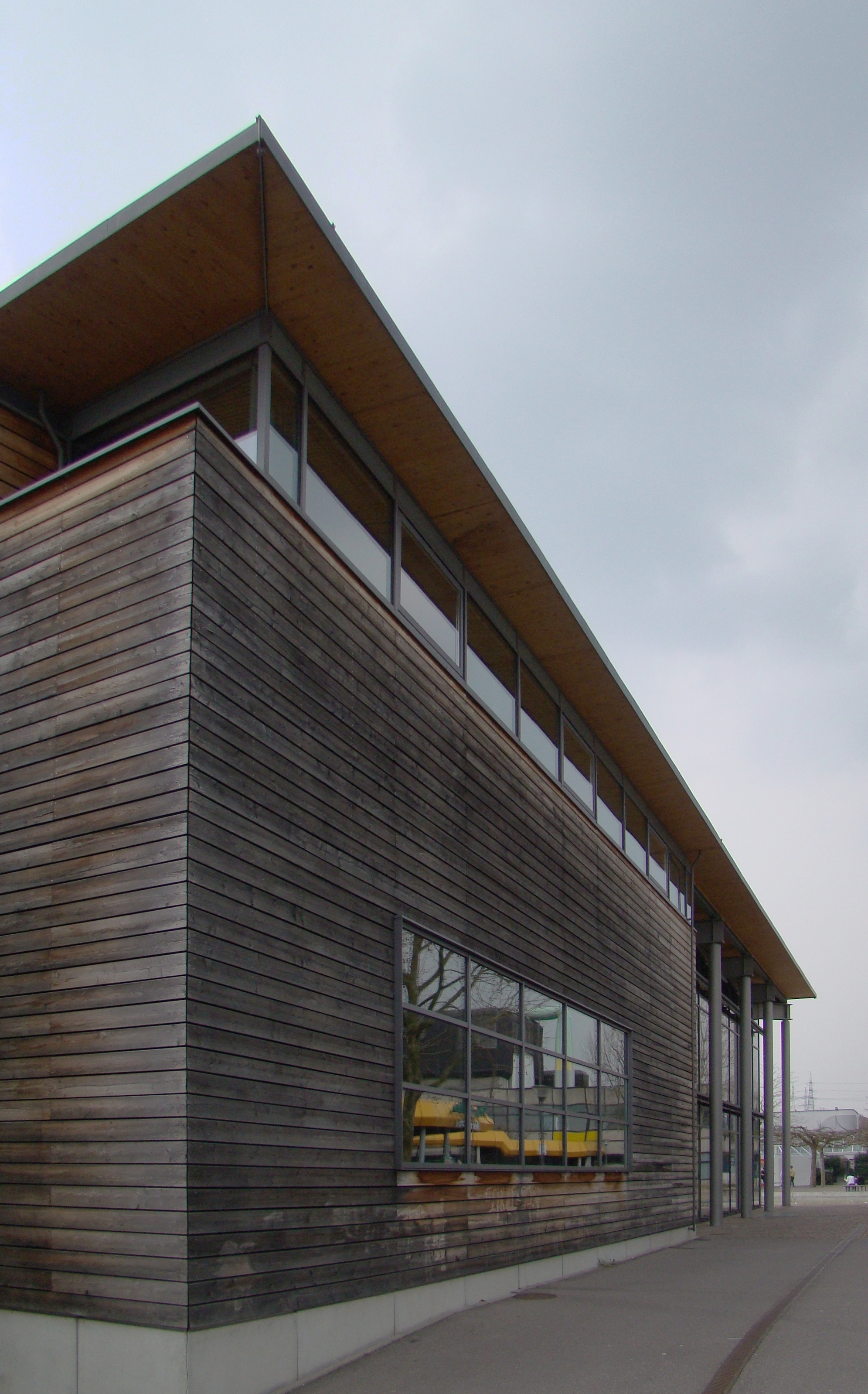
イベント施設「プリズマ」

### 公共施設
2000年にマルクト広場に大きな公共イベント施設「プリズマ」が開館した。これ以降この施設は、様々な種類の文化イベントや町のイベントに利用されている。観客の少ない音楽や演劇の上演には、昔と同じようにバイインガー城の向かいにある旧シュロスケルター（城のブドウ搾り所）も使われる。
オスカー＝パレット＝シューレの近くに市立図書館がある。
郡が所有するクレーブラット養護施設の老人・介護ホームがある。
バイインゲン地区にはユーゲントハウス（青年館）がある。これは、保護文化財に指定されているこの地区の旧役場内にある。

### 教育施設
「オスカー＝パレット＝シューレ」には、ギムナジウム、実科学校、ヴェルクレアルシューレ課程を含む本課程学校が統合されている。オスカー＝パレット＝シューレは、バーデン＝ヴュルテンベルク州で2番目の総合学校であった。この学校は2008年のドイツ学校賞のファイナリストとなった。この他に基礎課程学校が3校（「フラッティヒシューレ」、「グリューンラントシューレ」、「カステネックシューレ」）、市立幼稚園 6園（あわせて19クラス）、民営の「森の幼稚園」、1歳から3歳の子供の面倒を見る全日制託児所「ツヴァーゲンシュテュープレ」がある。

## ライフライン

### エネルギー供給
この街の電力およびガス網は、Süwag エネルギー AG の子会社 Syna GmbH によって運営されている。

### 上水道
バイインゲン市区とホイティングスハイム市区には、ボーデン湖水供給会社と地元のホーエス・ゲシュタート泉との混合水が供給されている。ガイジンゲン市区には、ボーデン湖水供給会社とビーティヒハイム＝ビシンゲン施設局の水との混合水が供給されている。

### 下水道
下水は、タール通りの市立汚水処理場で処理されている。

### 塵芥処理
塵芥処理は、ルートヴィヒスブルク郡の 100 % 子会社のルートヴィヒスブルク郡塵芥処理会社 (AVL) が行っている。AVLは、ルートヴィヒスブルク郡の委託を受けてゴミの削減、再利用、廃棄といった処理を行っている。

## 文化と見所

### クラブ
- TuS 1899 フライベルクは、地元で最大のクラブであり、広範なスポーツ種目を楽しむことができる。
- SGV フライベルクは、1973年に SGV ホイティングスハイムから結成された。最も成功しているのはサッカー部門で、その第1チームは2006年からフェアバンツリーガ・ヴュルテンベルクでプレイしている。
- 2011年に SGV フライベルクのバスケットボール部門からマーモ・バスケッツ・フライベルク e.V. が発足した。このクラブは6つのジュニアチームを要するクラブとして発足した。
- 音楽クラブのシュタットカペレ・フライベルク・アム・ネッカー e.V. は、45人の演奏者を擁している。
- シャッハフロインデ・フライベルク e.V. は1986年からこの街でチェス普及に努めている。

### 博物館・美術館

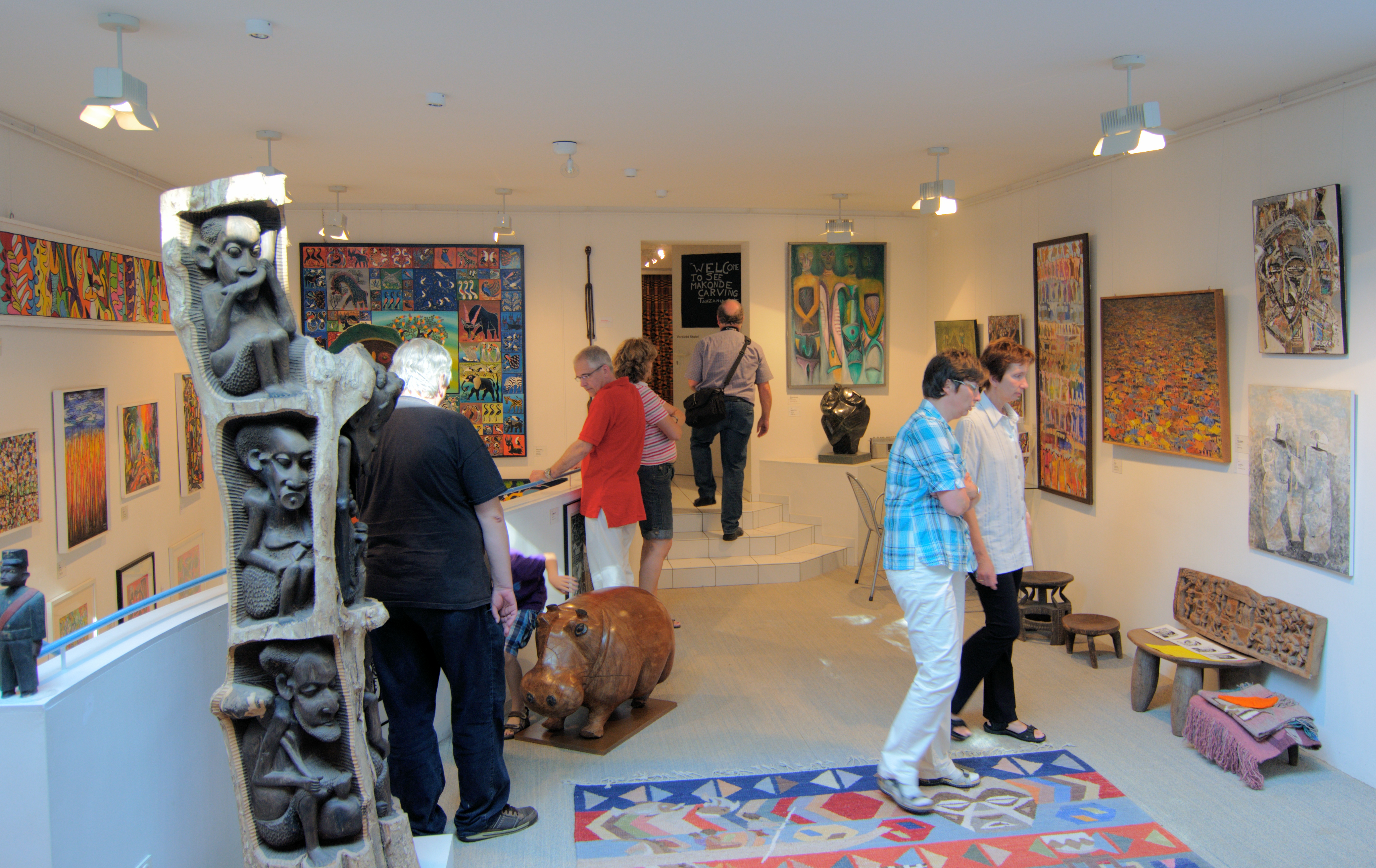
アフリカハウスの展示室

企業家アルトゥール・ベンゼラーは、アフリカの芸術と文化に生涯熱中し、打ち込んだ。彼はその私邸を初めからアフリカの芸術、音楽、文学を格納する場所「アフリカハウス」としていた。彼は、自らの死後に備えてこの館を博物館としてフライベルク・アム・ネッカー市に寄託した。この博物館内およびその周辺には、約150点の彫刻や絵画が展示されている。その一部は、アルトゥール・ベンゼラーが30年間の旅で収集したものである。他の一部はフライベルク市が追加収集したものである。
ガイジンゲンの小城にある「ムゼウム・イム・シュレスレ」（小城の博物館）は、フランベルクの歴史的発展を示している。展示されているのは、古代の定住の最初の証拠から貴族領主の歴史、手工業・農業・工場の発展、戦争や困窮時代の歴史などである。この他にクリスマスシーズンにはシュプリンゲルレ（クリスマス用のアニス入りクッキー）に関する見応えある展示がなされる。

### 建築

#### バイインゲン市区

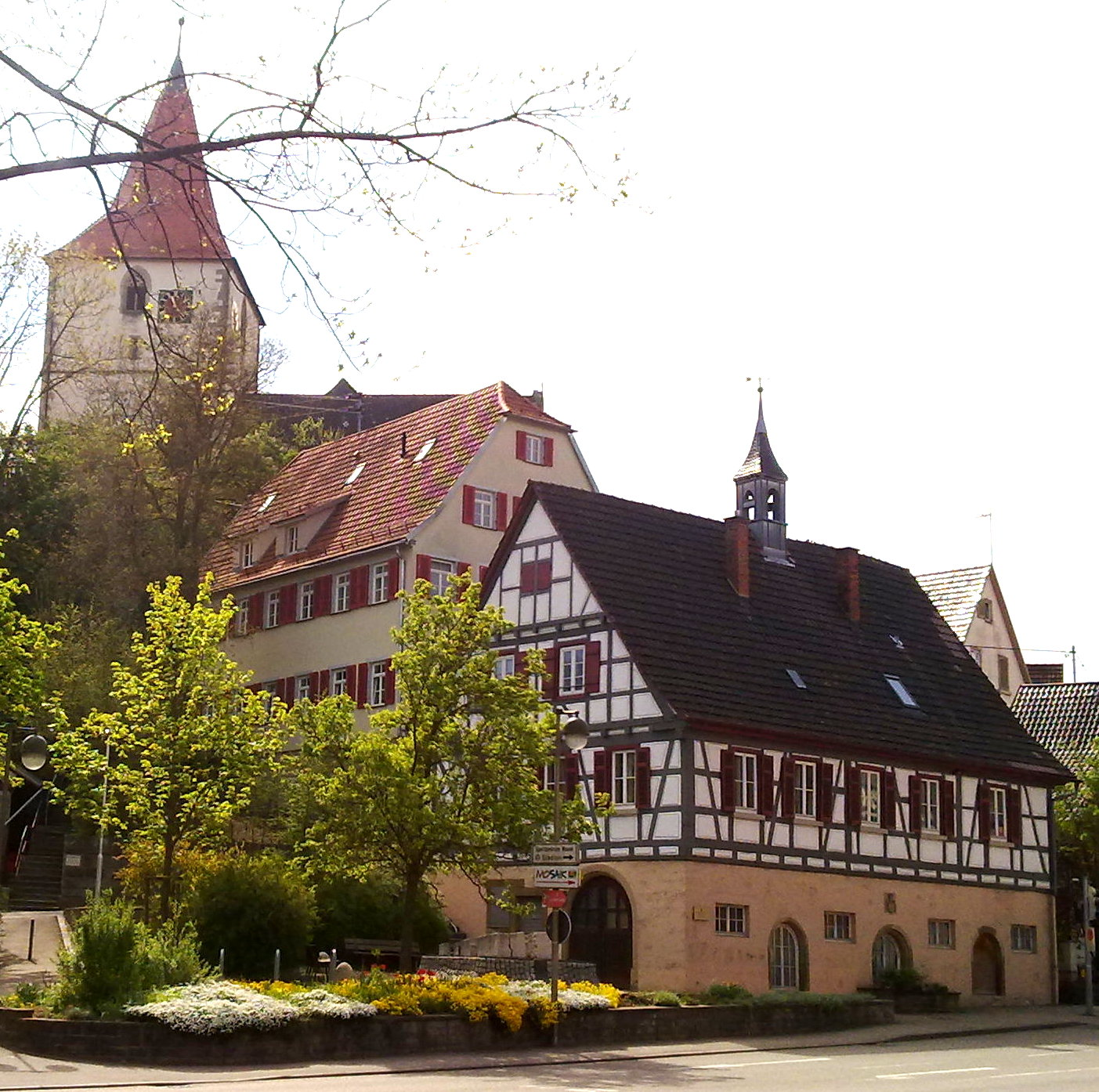
麓からバイインゲンの旧町役場、旧学校、アマンドゥス教会

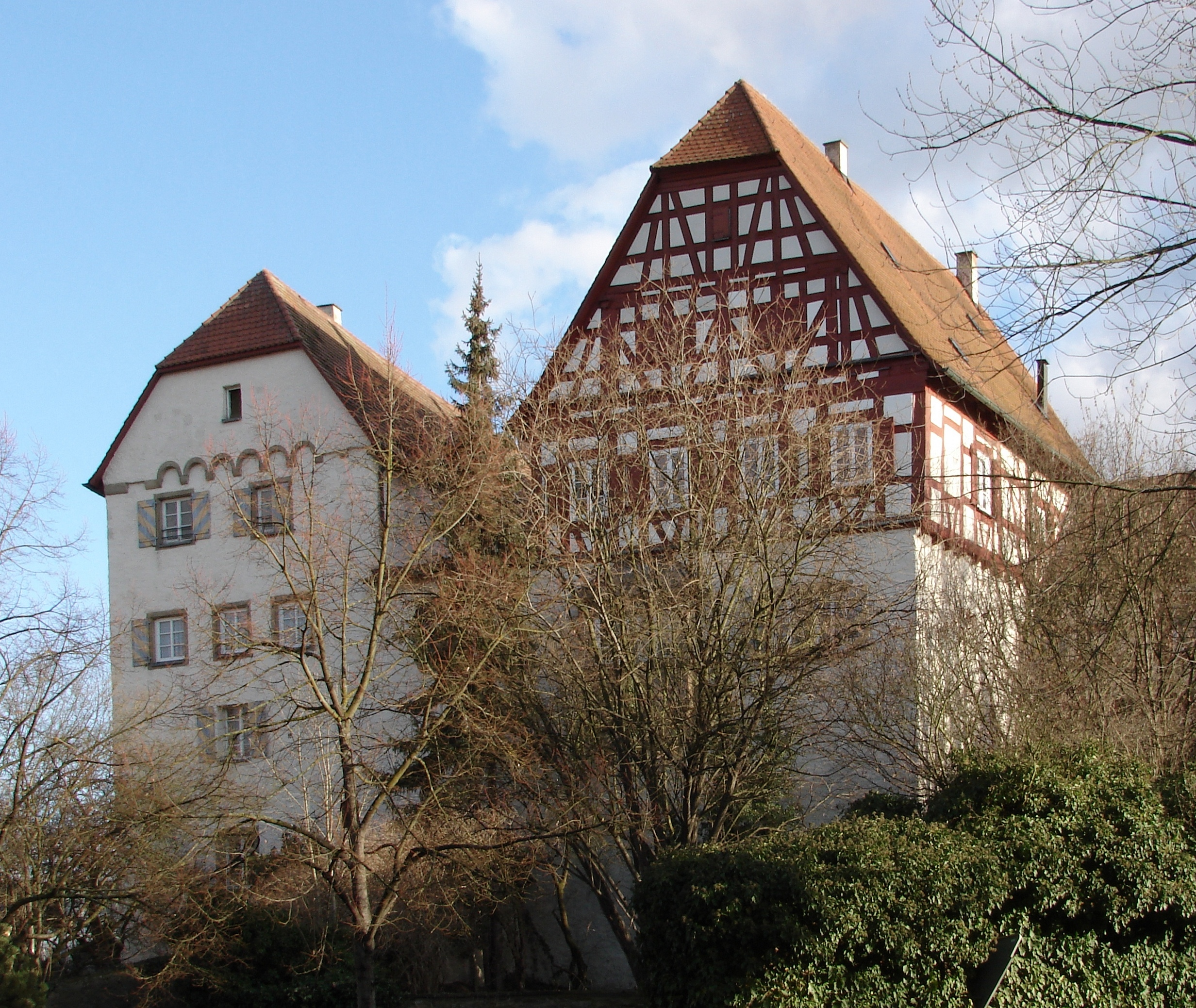
バイインゲン古城

16世紀に建設されたアマンドゥス教会は、元々は防衛教会として建設されており、旧中心街の高台に建てられている。この教会は、様々な時代の要素を持つ建築の多様性、彩色、貴重なオルガンが一見の価値がある。オルガンは1766年に建造された貴重なもので、前面管は保存されているが、音響躯体は1981年に古い楽器をモデルに新設されたものである。
アマドゥス教会からの視界のなかにバイインゲン古城がある。この城は、ノトハフト家とゲミンゲン家によって建設された。この古い城館の中でも最も古い部分は、13世紀に建設された居住塔の後である。現存している建物は主に1480年から1680年までに建てられたものである。ここには文書館とクラブ室が入居している。
向かいの道路に面して建つ新城は、1573年にフリードリヒ・フォン・ブライテンバッハによって建設され、それ以後様々な貴族家が居城としてきた。現在は、グレーヴェニッツ家の所有となっている。4階建ての主館の他に、1591年にルートヴィヒスブルガー通りに建てられた旧十分の一税倉庫がある。この2つの建物は、建設当時の彩色に復元された。
両城館のすぐ隣にシュロスケルター（城のブドウ搾り所）がある。この建物は、1577年からケルターのあった場所に1730年に新築された。1964年から市がこの建物を所有している。この建物は現在文化イベントの会場として用いられている。
街の旧中心部では、ネッカー通り5番地に16世紀から17世紀の旧町役場が保存されている。これは牧師で教育者のヨハン・フリードリヒ・フラティヒの生家であり、現在は市のユーゲントハウス（青年館）が入居している。ハウス Nr. 6 は1776年建造の旧校舎である。この他の中心街に現存する歴史的に特徴のある建物としては、ミュール通り1番地、ベニンガー通り13、15、17番地の17世紀の建物である。ハウス Nr. 13 の農場施設は、13世紀にまで遡るかつてのクラインボットヴァーラー・ホーフに属すものである。
ネッカー川にはバイインゲン堰があり、そのプライデルスハイム副水路が古い川筋（アルトアーム）から分岐している。

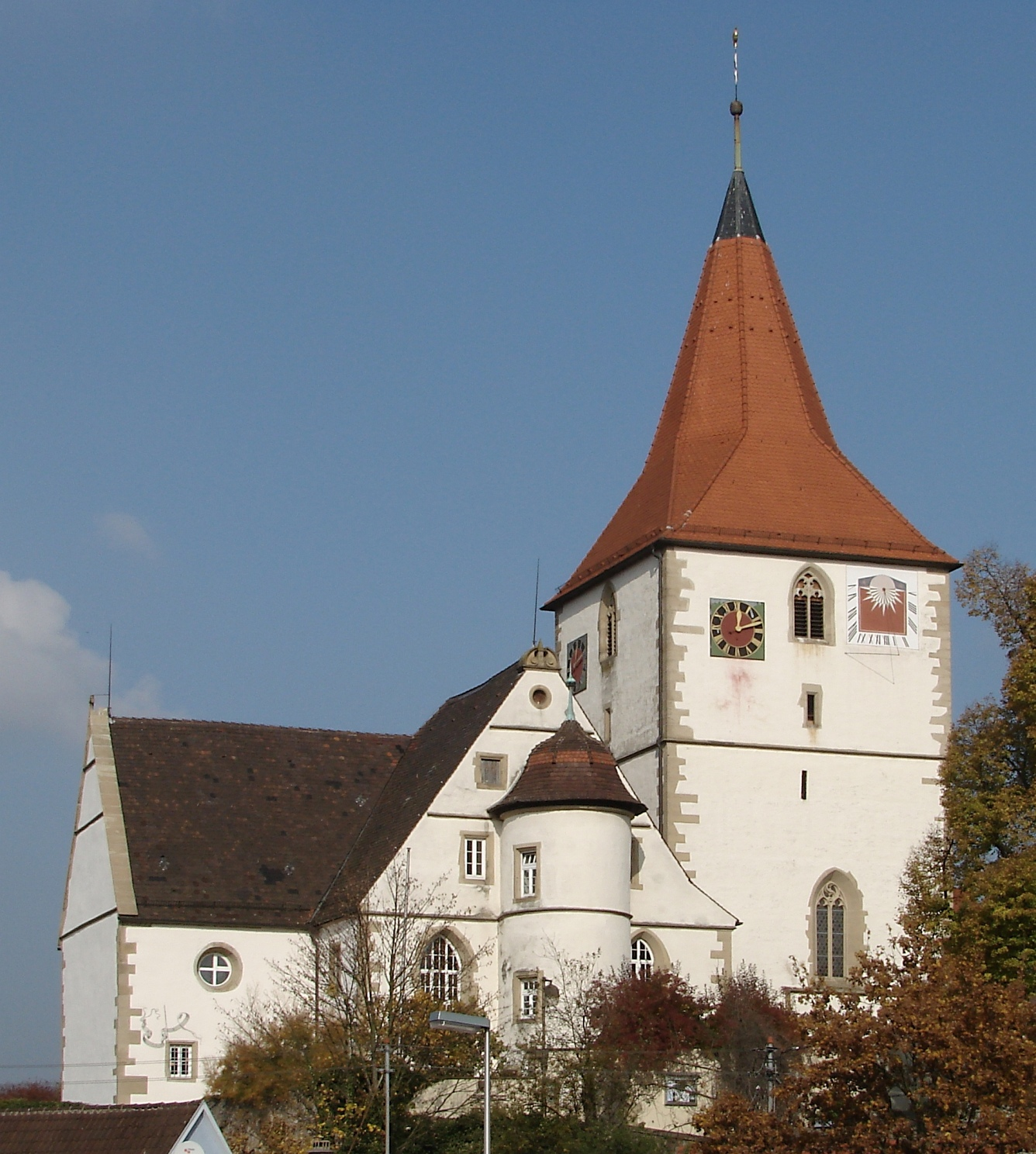
アマンドゥス教会
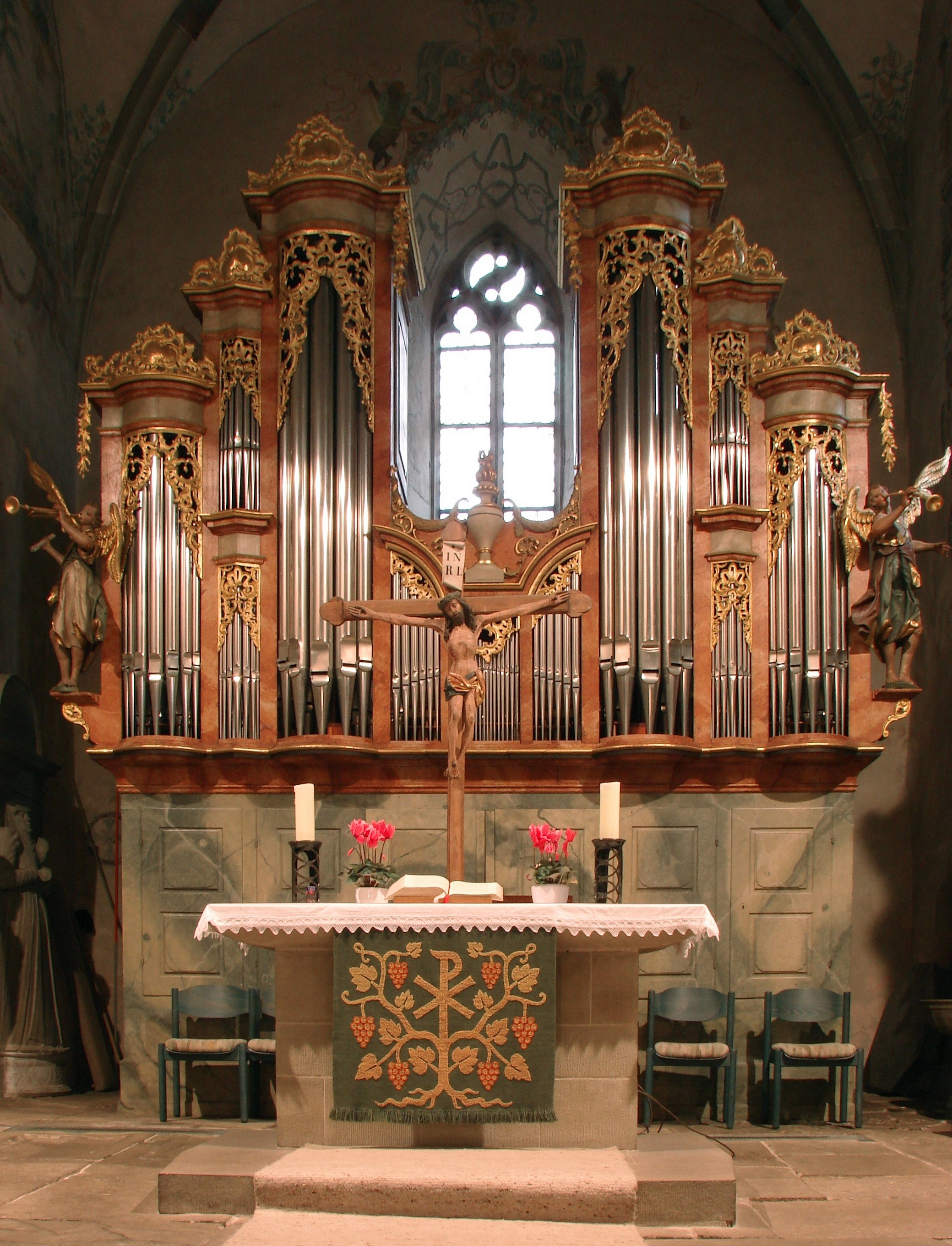
アマンドゥス教会のオルガン
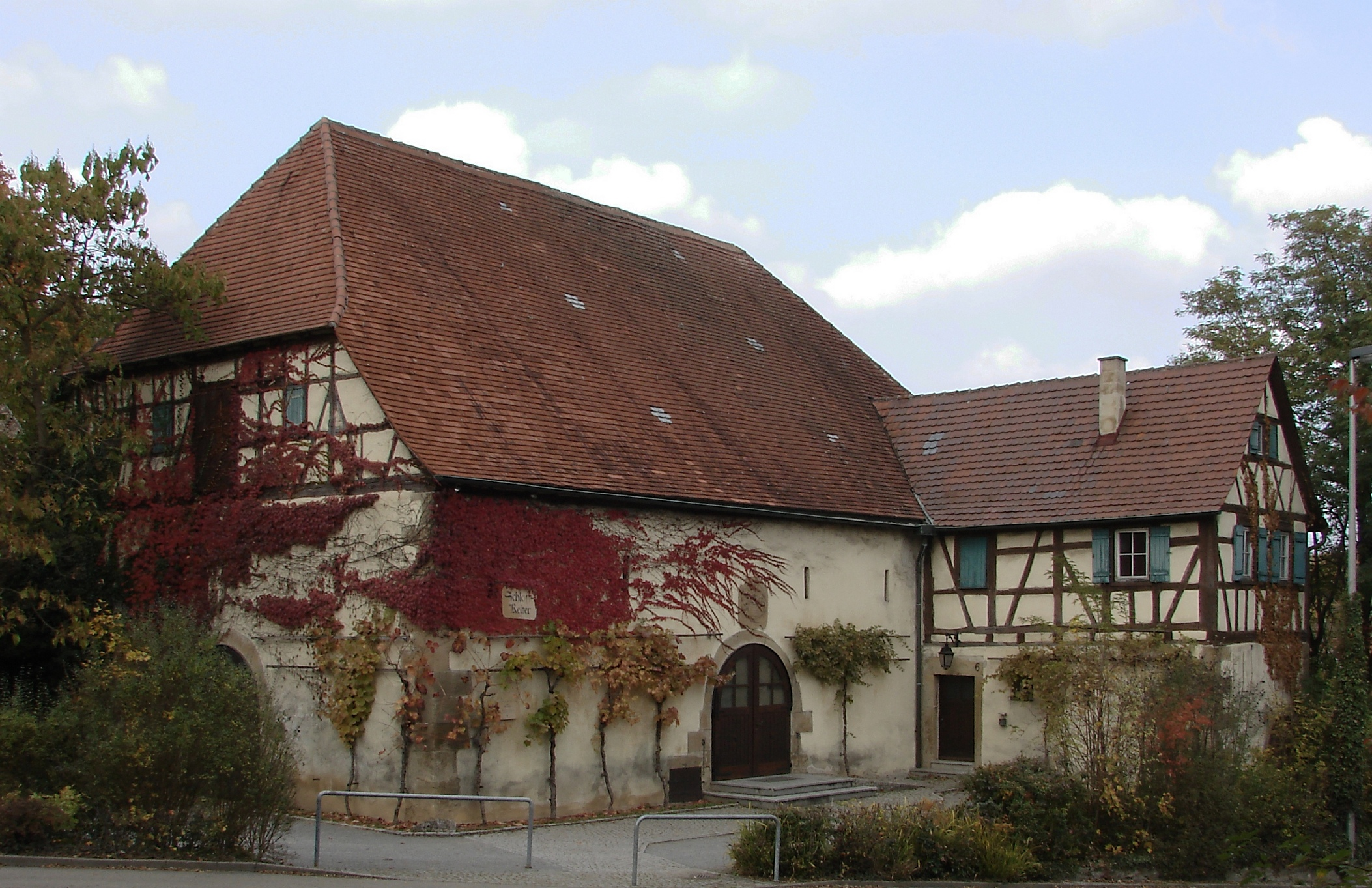
ショロスケルター
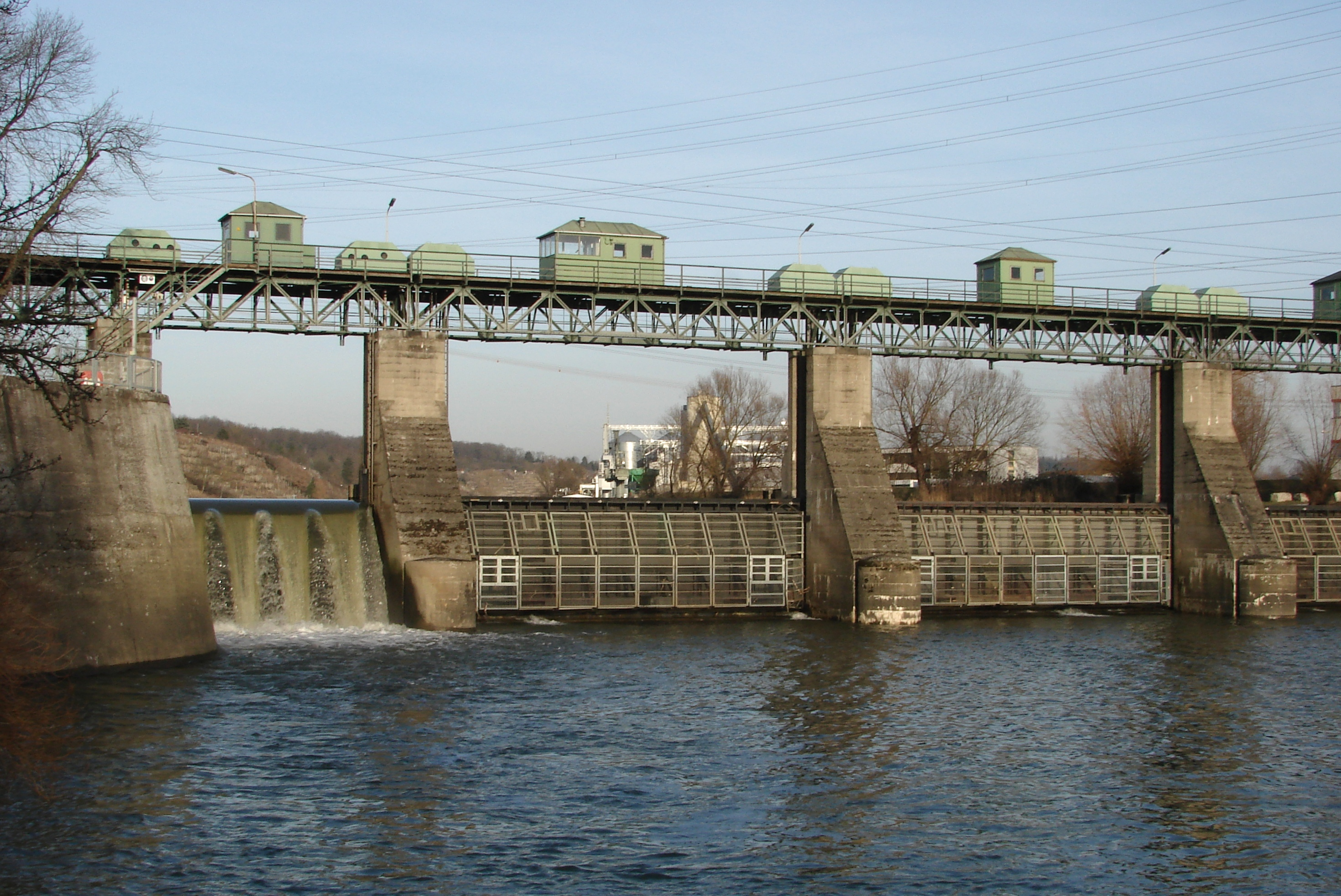
バイインゲン堰

#### ガイジンゲン市区

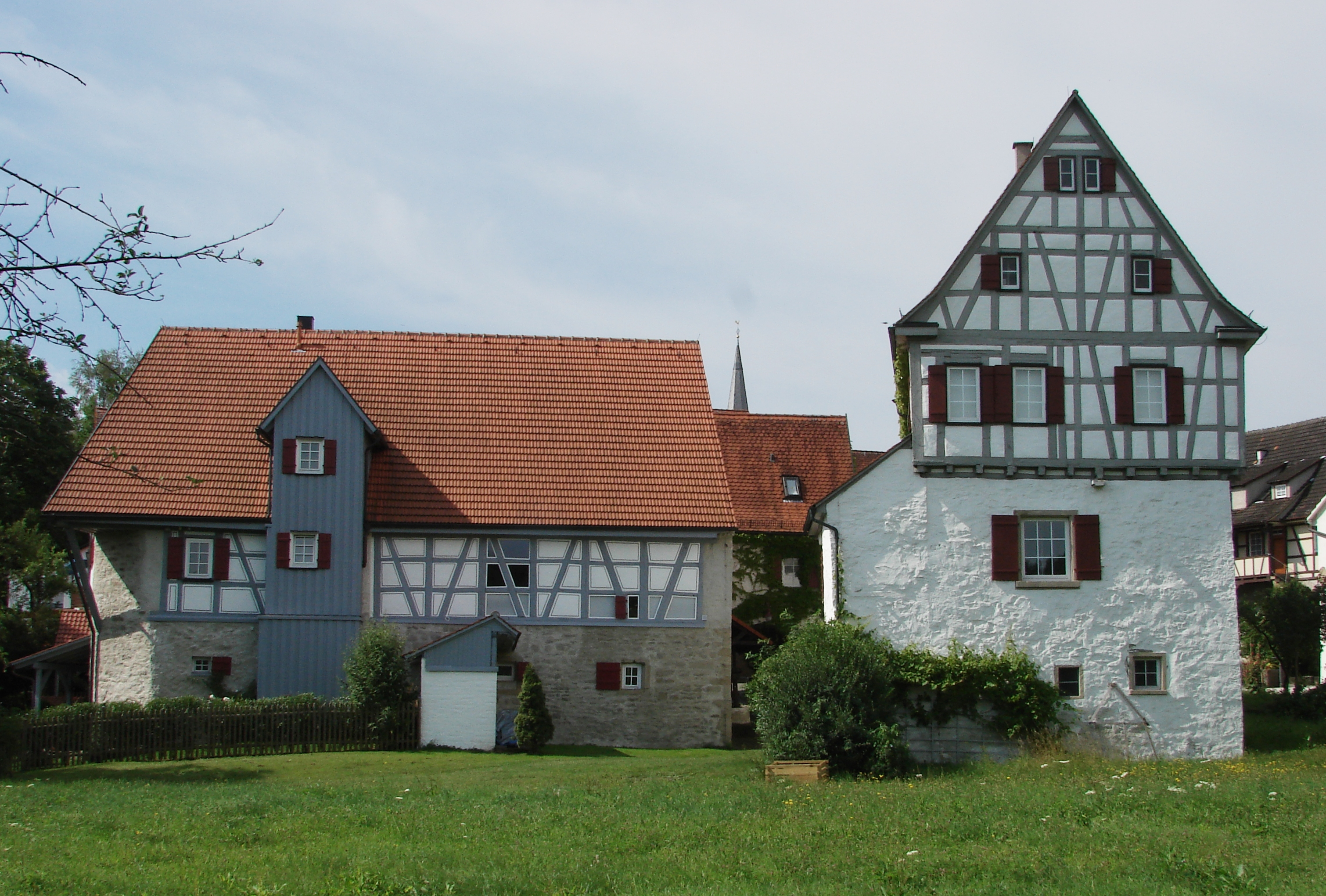
ウンテーレス・シュロス（左）とシュレスレ（右）

ガイジンゲンには後期ゴシック様式のニコラウス教会がある。初めに礼拝堂が1474年に建設され、現在内陣として利用されている。長堂と塔は1521年と1522年に増築された。塔は1900年にボンネット型の屋根から、現在の尖塔型の屋根に葺き替えられた。教会内部には、16世紀以降のシュタムハイム家やシェルトリン・フォン・ブルテンバッハ家の領主の肖像画がある。
教会のすぐ下に、16世紀末に初めて記録され、1723年に建て直されたガイジンガー城がある。この城は「クニーシュテットシェ・シュロス」と呼ばれる。さらに 200 m ほど離れた谷底にウンテーレス・シュロス（下の城）がある。この城はシュタムハイム家の本拠で、1486年当時は水城であった。現在の建物はいずれもそれより新しい。一部は20世紀になってから古い建物をモデルに新たに建設されたものである。古い水城を拡張した建物がいわゆる「シュレスレ」で、1671年の銘がある。下の城の農場施設にある17世紀に建てられた他の建物としては、旧搾油水車と旧ケルター（ブドウ搾り所）がある。

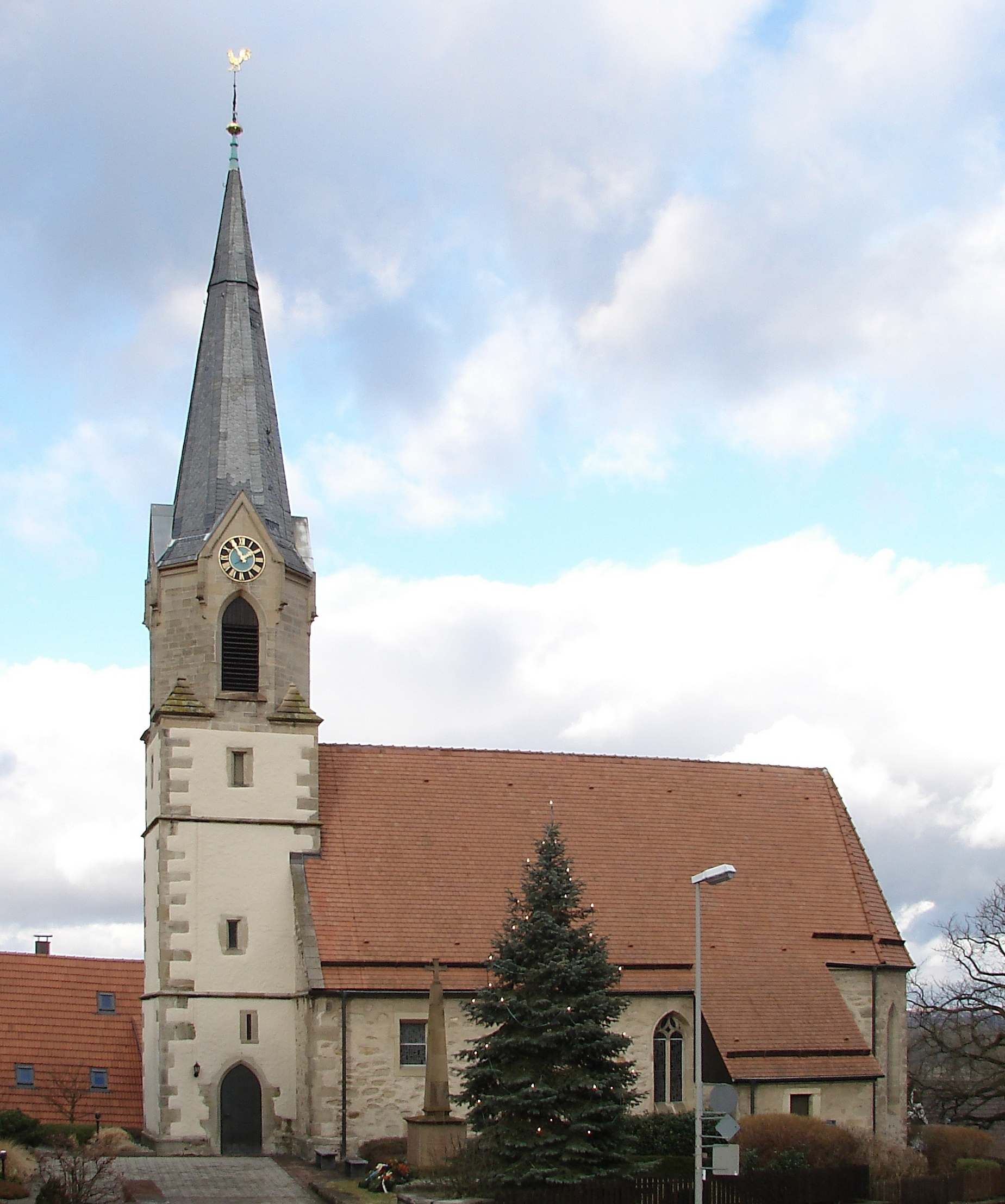
ニコラウス教会
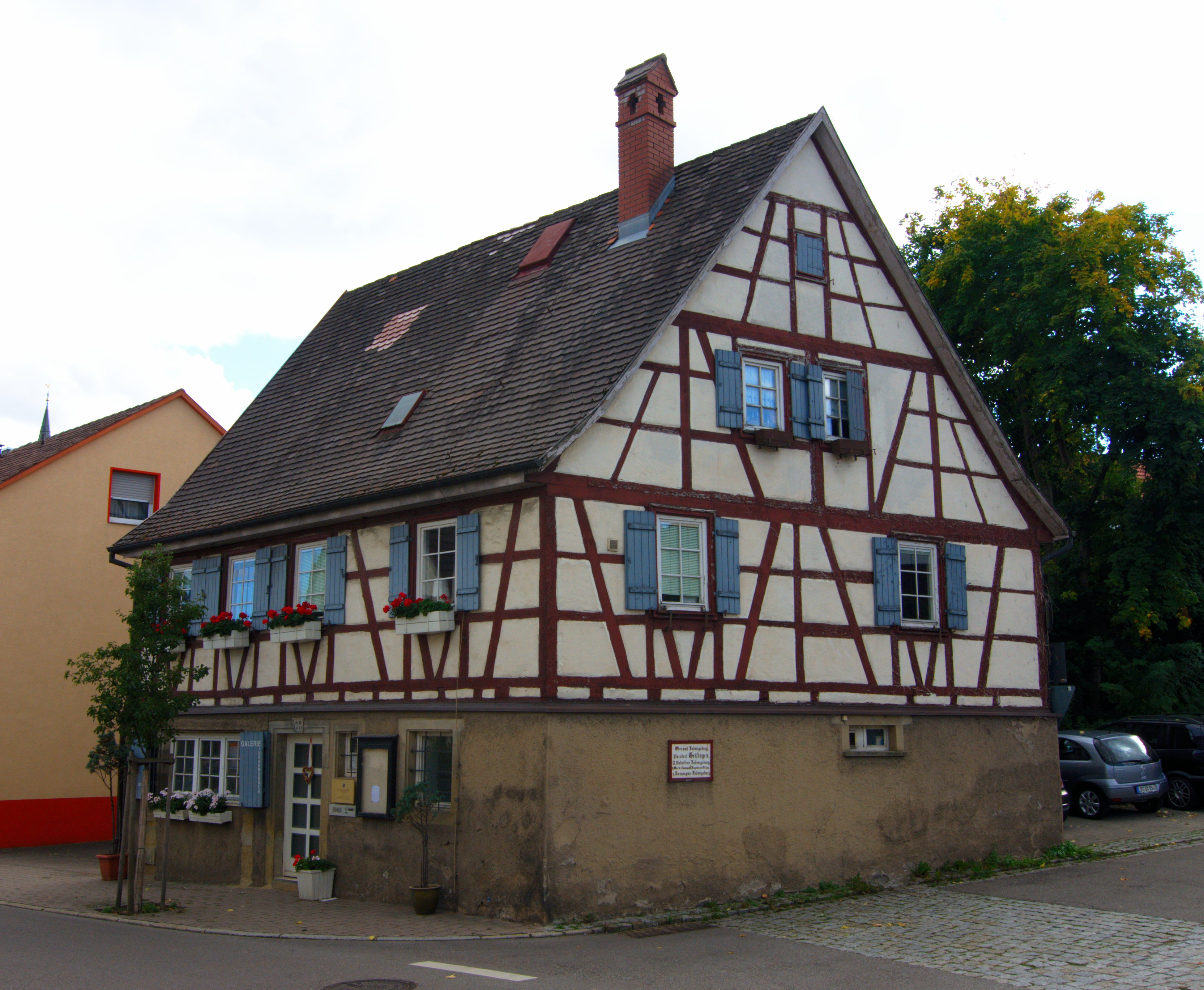
ガイジンゲンの旧町役場

#### ホイティングスハイム市区

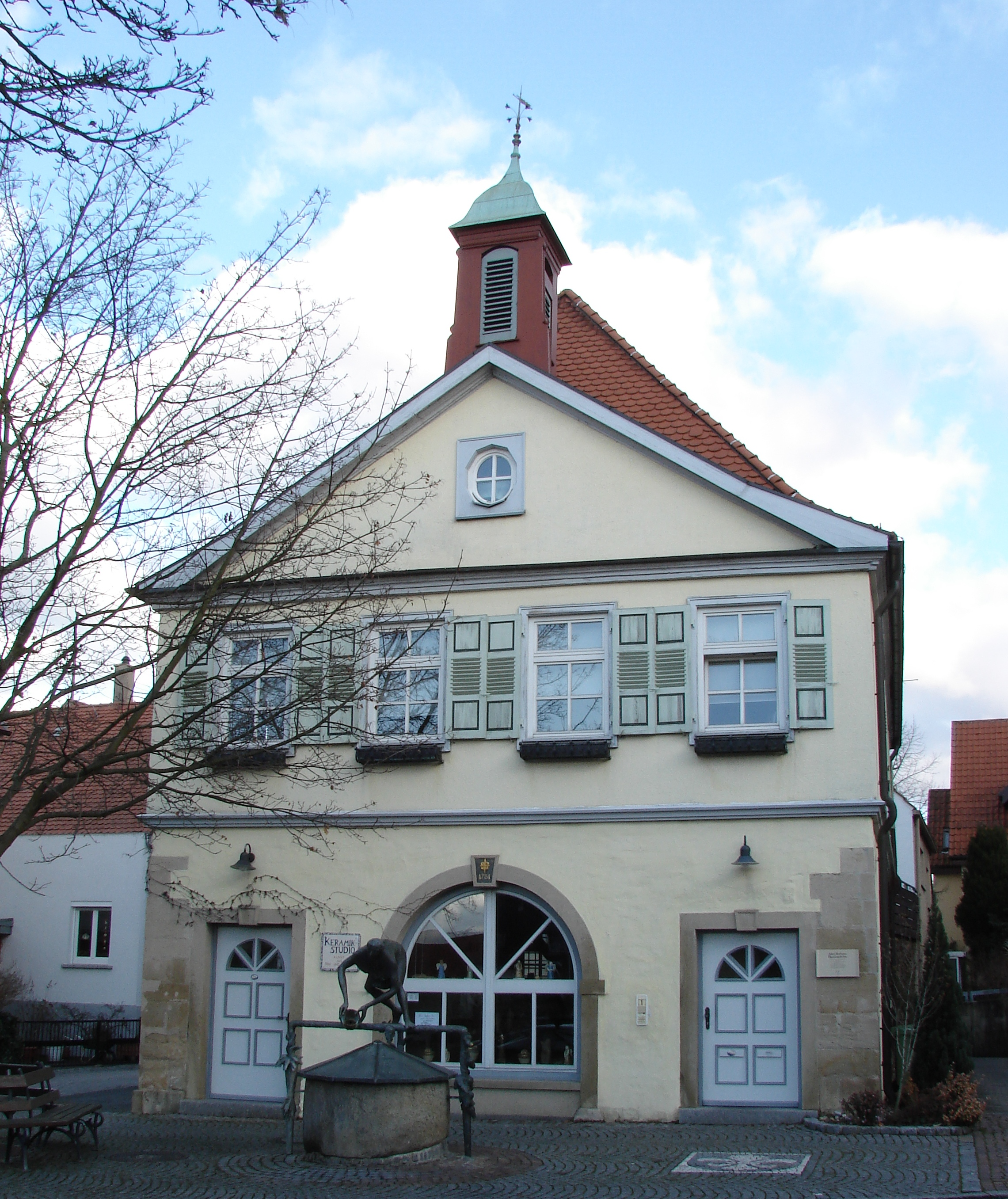
ホイティングスハイムの旧町役場

市街地からルートヴィヒスブルク＝エグロスハイム方面へ向かう出口に、ヨーロッパ最大のオリジナルな中国風建築がある。この建物は、一般の立ち入りが可能なタオの思想を反映した庭園に囲まれている。建物と庭園は、この土地の開発後中国系の建築業者および手工業者からなる Dashi-企業グループによって建設された。すべての建築資材がわざわざ中国から搬入された。1995年の開館後、ドイツ＝中国センターおよびレストランとして利用されていた。2006年に経営破綻の申告がなされ、2007年に建物は放棄されて空き家となった。2008年には、倒壊の危険があるとして、建物と庭園は封鎖された。シュトゥットガルト地方裁判所は2008年11月に、経営破綻した運営会社に対して、建物と周囲の庭園を市に返却するよう命じた。2010年5月に、中国人手工業者を雇って新たな経営者 Ming Ze Schaumann のために改修作業が始まった。2011年5月15日に改修された中国館がオープンした。しかし、2014年初めにこの施設は、事情は不明だが、再び閉館した。法廷闘争が長らくこの建物の利用を妨げていたが、2018年10月に Ming チャイナセンターとして再び開館し、レストラン、式典会場、極東文化センターとして利用されている。
かつてのホイティングスハイム集落の中心、狭い通りが張り巡らされた密集した中核部の真ん中にあたるキルヒ通りとヴィルヘルム通りとの角に、1781年に建設された古典主義様式の旧町役場がある。福音主義のジーモンおよびユダス教区教会は1487年に建設された後期ゴシック様式の教会で西塔を有している。この教会内にはネットリブヴォールトの美しい内陣がある。要石には使徒シモンとタダイおよび幼子イエスを抱いた天の女王としてのマリアが描かれている。講壇は石像の上に置かれている。講壇は、アントン・ピルグラムによって制作された跪いている人物の肩の上に支えられている。塔内には、1492年製のホザンナの銘がある大きな鐘が設置されている。
ホイティングスハイムにも城館がある。1700年頃に建設された主館や三翼式の事務棟を含む建築群は、城壁によって通りと隔てられている。この城は、当時の貴族の屋敷の典型例である。事務棟の道路に面した木組み破風にはこの地方では珍しい低地ドイツの要素が盛り込まれている。

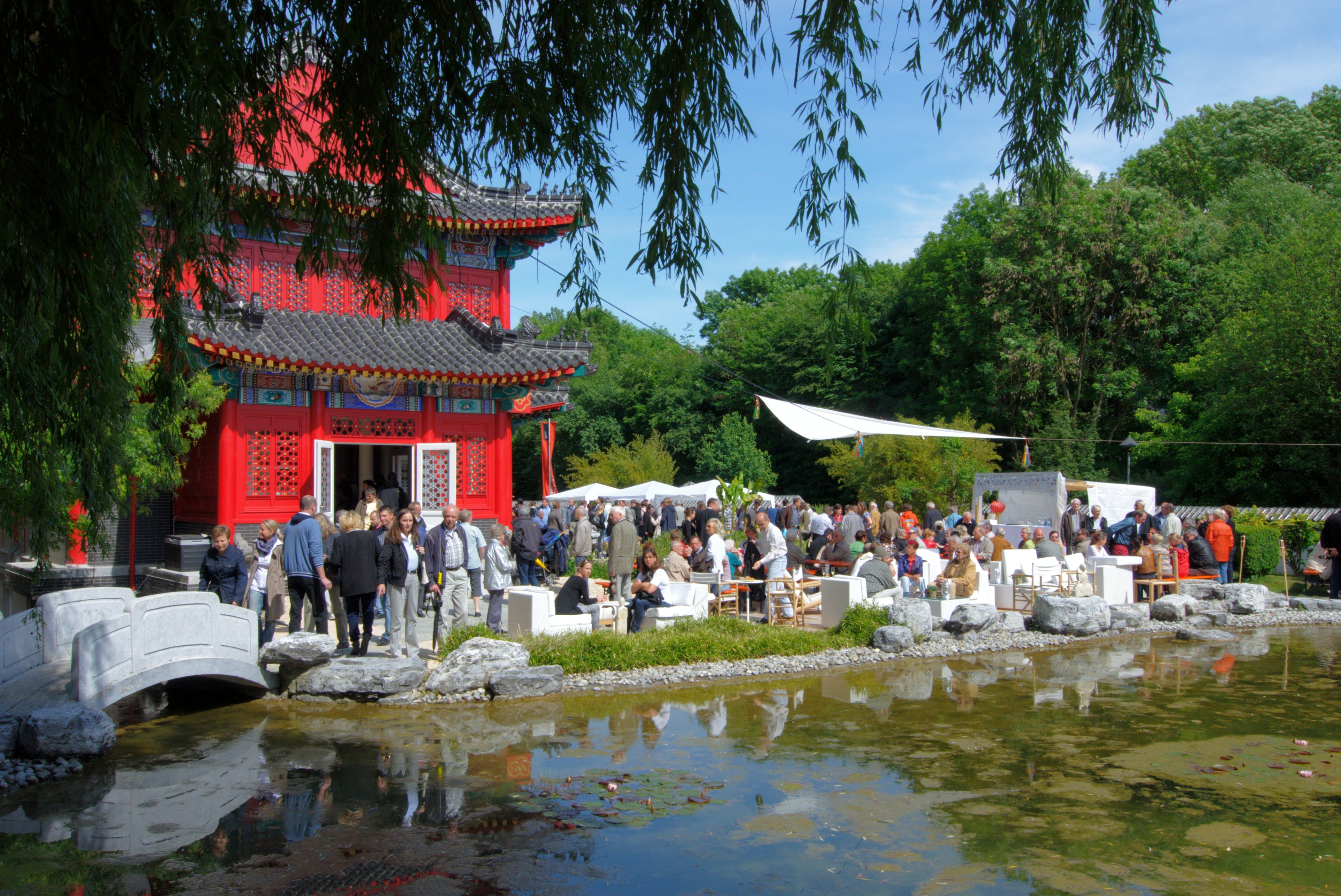
中国館（2011年）
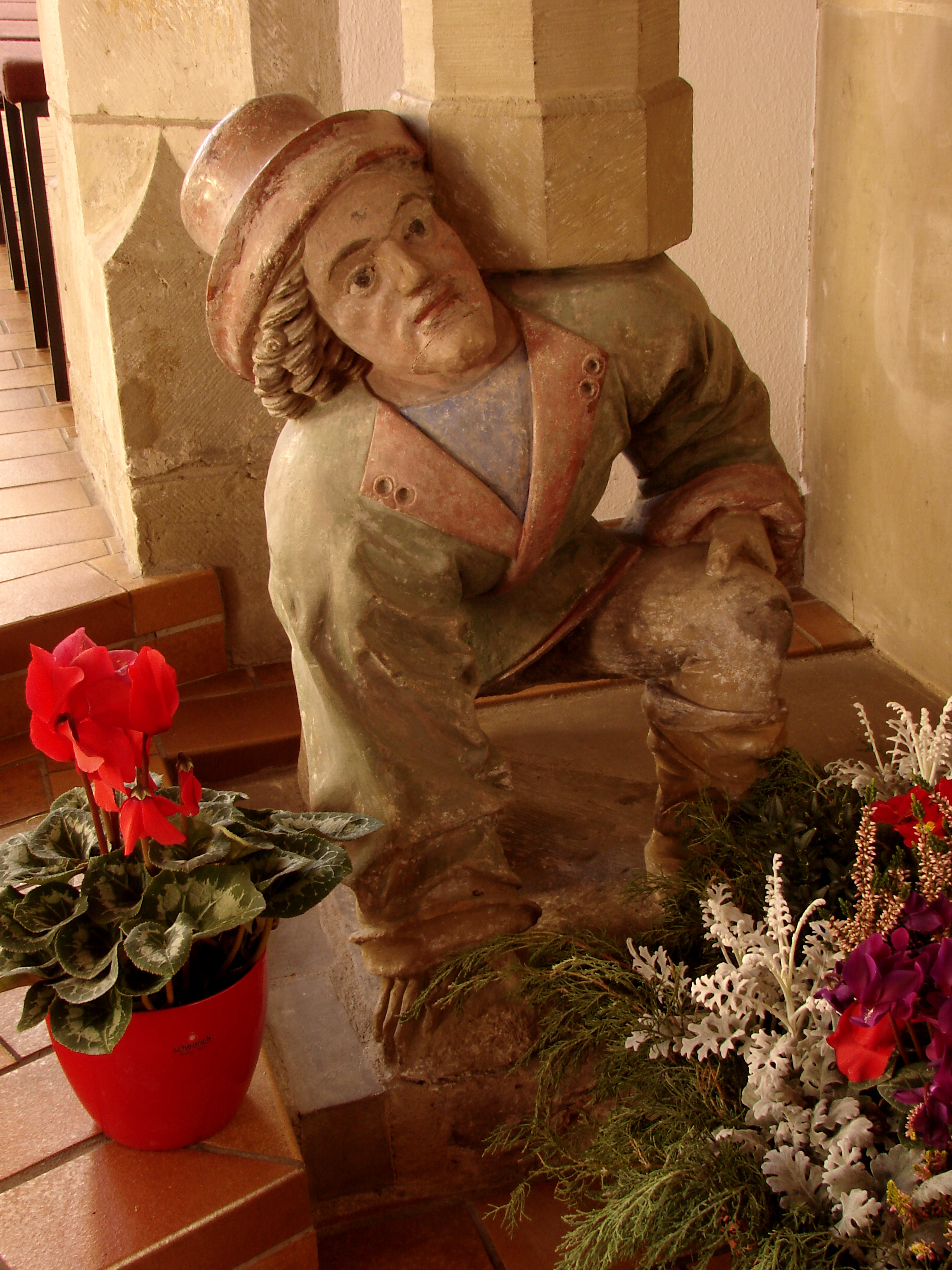
ジーモンおよびユダス教区教会の講壇を支える人物像
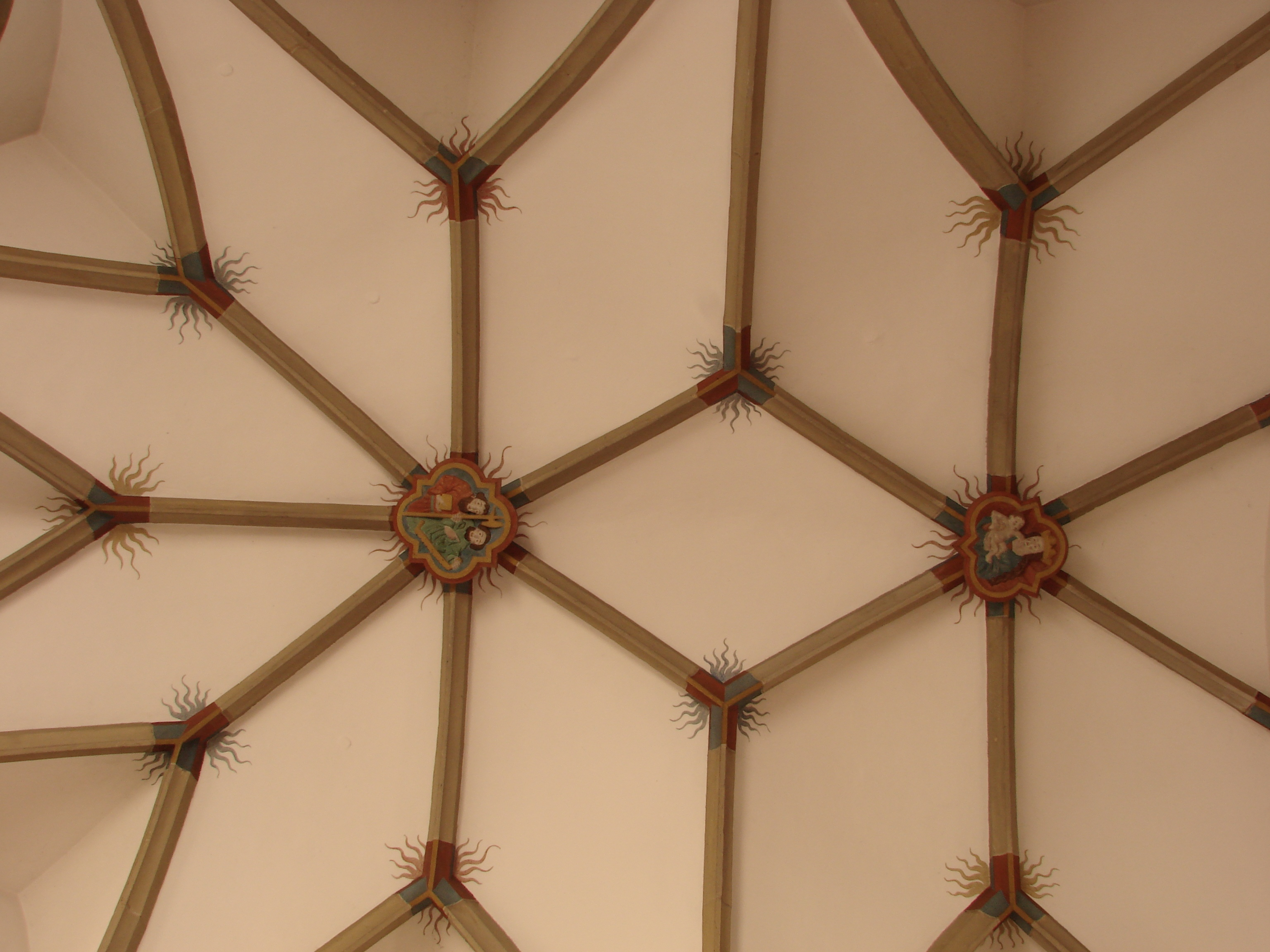
ジーモンおよびユダス教区教会のネットリブヴォールト
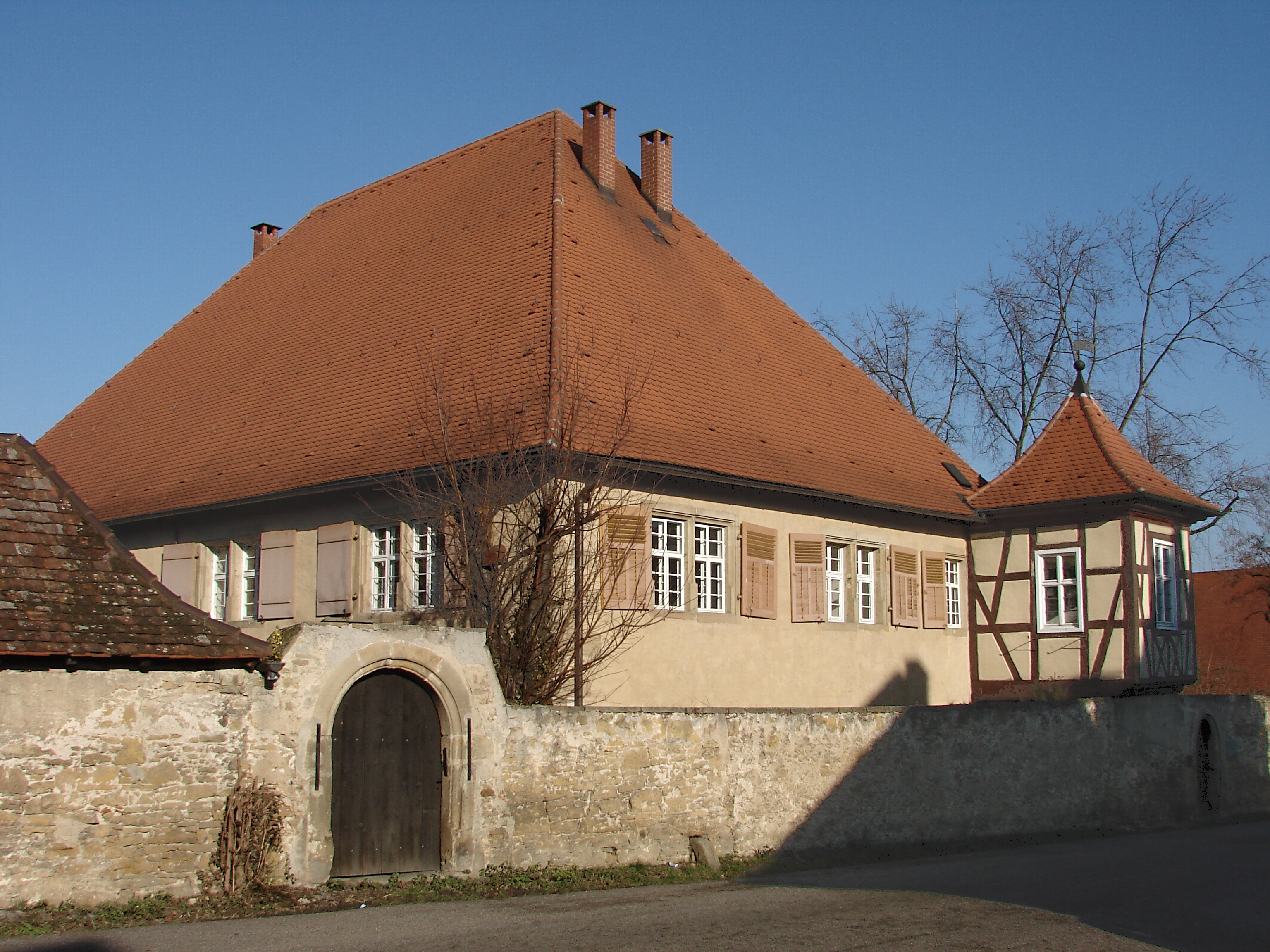
ホイティングスハイムの城館

### 自然保護
水辺の林を持つアルトネッカー自然保護区と、これに接する草地の谷は、牧歌的な近郊型保養地であり、フライベルク、プライデルスハイム、インゲルスハイムの間の憩いの場となっている。
A81号線を跨ぐ鉄道橋は1945年4月20日に退却するドイツ国防軍部隊によって破壊された。第二次世界大戦後、この橋は再建されず、鉄道路線は廃止された。A81号線のこちら側では、バックナング=ビーティヒハイムからこの街までのかつての鉄道軌道は高い堤となっており、BUND（ドイツ環境および自然保護連盟 Bund für Umwelt und Naturschutz Deutschland）の地区連盟によって乾燥地ビオトープとして保護・手入れされている。A81号線の向こう側では、この鉄道路線は深い谷間を通っていた。ここも、市と BUND の努力により、うっそうとした湿った森のビオトープとして保護地区になった。

### 年中行事

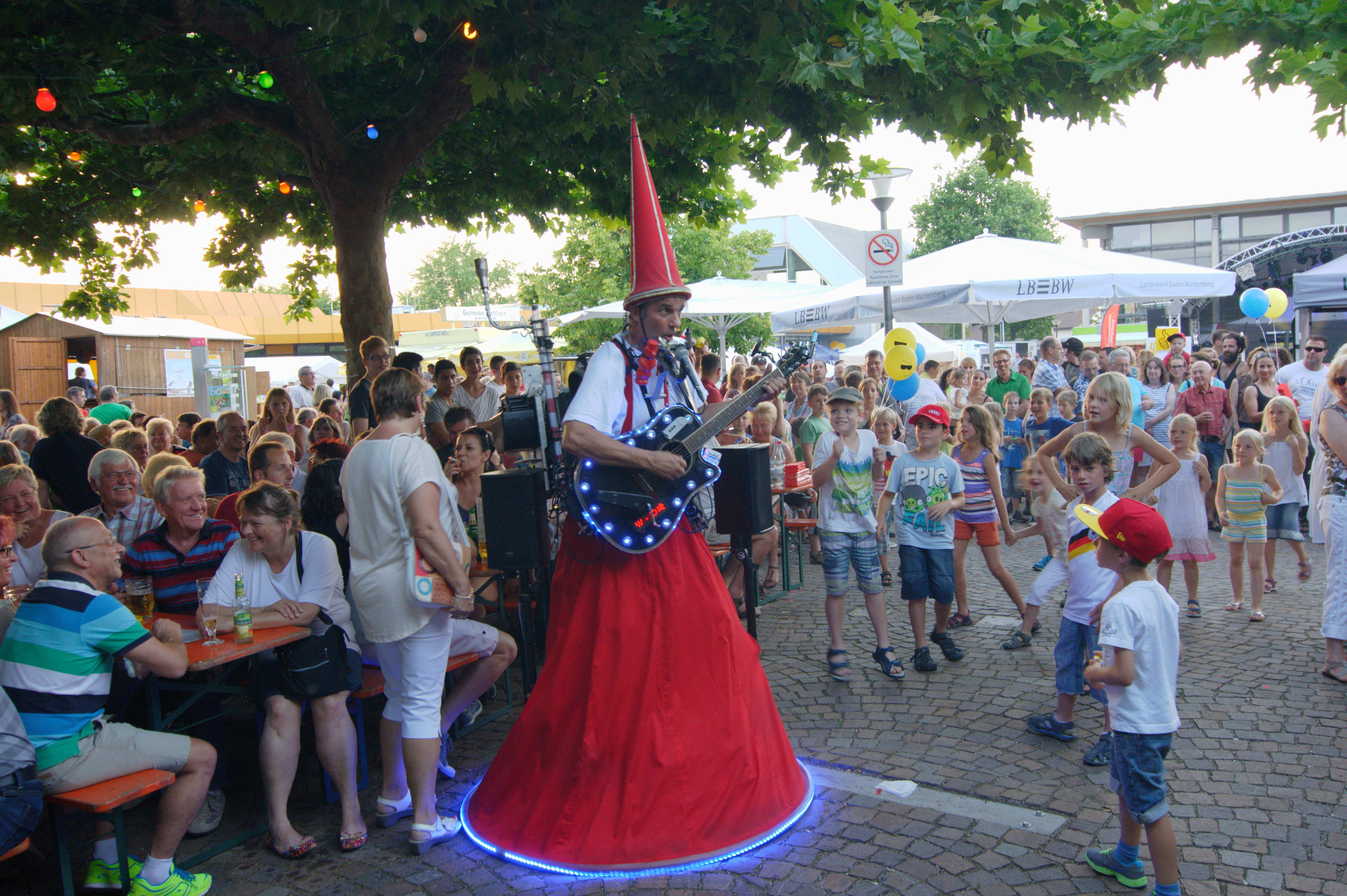
ビュルガーフェスト 2014年

マルクト広場では7月の第3週末に市民祭が開催される。ゼービューネではバンド演奏が行われ、マルクト広場ではフライベルガー協会がホッケトゼを開く。金曜日の祭の始まりには、様々な距離の市民レースに老いも若きも参加できる。この祭は2014年に第40回を迎えた。この祭は2017年から2年に1度開催されることになった。
毎年、昇天の祝日の週末にシュタットカペレ・フライベルク音楽クラブはバイインガー・ヴァーゼンで、大きなビールテントと数多くの音楽演奏が行われるレティヒフェスト（大根祭）を開催している。

### 遊び場
リート工業地区内に、1977年から大規模ディスコ「パラッツォ」がある。この店は、最も古く、継続して営業しているディスコの1つである。2010年までは、ダンスフロアがせり上がるのがこの店の特徴であった。

## 参考図書
- Ulrich Gräf (1986). Kunst- und Kulturdenkmale im Kreis Ludwigsburg. Stuttgart: Theiss. p. 102–114. ISBN 978-3-8062-0466-7

この文献は、翻訳元であるドイツ語版の参考文献として挙げられていたものであり、日本語版作成に際し直接参照してはおりません。

## 訳注
1. ↑  "ヴェルクレアルシューレ (ドイツ語: Werkrealschule) は、ドイツ内でもバーデン＝ヴュルテンベルク州特有の学校形態で、本課程学校の第9または第10学年修了の生徒から選抜で第10学年以降の中等教育クラスに進学できる制度およびその課程
2. ↑  シュヴァーベン語およびアレマン語圏で伝統料理を供する屋台を意味する。